# Pierre-Émile Engel
Pierre-Émile Engel (Parigi, 15 febbraio 1847 – Parigi (10º arrondissement), 18 luglio 1927) è stato un tenore francese attivo sui palcoscenici di Bruxelles, Parigi, Monte-Carlo e altre città europee dove cantò ruoli da protagonista in diverse anteprime mondiali.

## Biografia

### Primi anni e formazione
Engel nacque a Parigi e studiò per quattro anni con Gilbert Duprez. Debuttò nel 1863 all'età di 16 anni nella Jeanne d'Arc di Duprez. All'inizio della sua carriera cantò nel Théâtre des Fantaisies-Parisiennes di Parigi, dove nel 1867 interpretò il ruolo del protagonista in Le chanteur florentin di Jules Duprato. Debuttò all'Opéra-Comique nel 1877 e l'anno successivo si esibì nel ruolo di Enrique in Les noces de Fernande di Louis Deffès. Nel 1879 lasciò l'Opéra-Comique e cantò in altri paesi europei. Dal 1885 al 1889 fu un tenore di spicco al Le Théâtre Royal de la Monnaie di Bruxelles, cantando nelle anteprime mondiali di Les templiers di Henry Litolff (1886), Gwendoline di Chabrier (1886), Jocelyn di Godard (1888) e Richilde di Émile Mathieu (1888).
Suo figlio maggiore Joseph (José) Engel (nato a Joinville-le-Pont il 13 agosto 1868) era un pittore, che lasciò ritratti e caricature di Chabrier; dopo l'interpretazione di Gwendoline le famiglie divennero amiche, si scrivevano e si facevano visita. Chabrier dedicò la sua Chanson de Jeanne a Engel.
Negli ultimi anni Engel insegnò canto ed era molto richiesto come cantante nei recital. La sua allieva più famosa fu Jane Bathori, che in seguito sposò. La coppia cantava spesso insieme in recital di canzoni artistiche di compositori francesi contemporanei. Le martin-pêcheur di Ravel del suo ciclo musicale Histoires naturelles è dedicato a Engel come anche il Daphénéo di Satie. Engel divenne professore al Conservatorio di Parigi nel 1907 e vi insegnò fino alla prima guerra mondiale. Tra gli altri suoi allievi c'erano Louis Cazette, Louis Guénot, Françoise Rosay e il tenore canadese Rodolphe Plamondon.
Pierre-Émile Engel morì a Parigi nel 1927 all'età di 80 anni.